# سید نورالله ستوده
سید نورالله ستوده سیاست‌مدار ایرانی بود، که در دوره بیست و چهارم مجلس شورای ملی بعنوان نماینده بروجن از استان چهارمحال و بختیاری در مجلس شورای ملی حضور داشت.